# Rue du parc de Kaleva
La rue du parc de Kaleva (en finnois : Kalevan puistotie) est une esplanade à  Tampere en Finlande.

## Présentation
Orientée nord-sud, la rue du parc de Kaleva est l'une des principales voies de circulation à l'est du centre-ville,,.
La rue à quatre voies mesure environ un kilomètre de long,.
Son extrémité nord est située à la jonction de Kekkosentie près de la zone hospitalière de Kauppi (fi).
Son extrémité sud est sur la place de Kaleva, qui est située sur le bord de Sorsapuisto à l'intersection de Salhojankatu et de Viinikankatu,,.
Les quartiers de Tammela et de Tulli bordent du côté Ouest de la rue du parc de Kaleva, les quartiers de Petsamo et de Liisankallio du côté Est.
Liisankallio est un élément clé de la zone de Kaleva, que la Direction des musées de Finlande a classé parmi les sites culturels construits d'intérêt national en Finlande.
Le point zéro de Tampere, à partir desquels les distances vers d'autres villes et lieux sont mesurées, est situé à l'intersection de la rue du parc de Kaleva avec  Itsenäisyydenkatu, Sammonkatu et Teiskontie.

## Bâtiments
| Adresse | Bâtiment               | Architecte                              | Image | Réf.   |
| 7       | Saukonmäen liikekeskus | Jaakko Tähtinen                         |       | [ 10 ] |
| 9       | Ludekylä               | Bertel Strömmer Eetu Murros Vilho Kolho |       | [ 11 ] |
| 11      | Veturimiesten talo     | Harry W. Schreck                        |       | [ 12 ] |
| 13      | Kalevanlinna           | Oskar Helminen                          |       | [ 12 ] |
| 19-23   | Kalevan tornit         | Harry W. Schreck                        |       | [ 13 ] |
|         | Sampola                | Timo Penttilä Kari Virta                |       | [ 14 ] |
| 18      | Tammelan koulu         | Olavi Suvitie                           |       | ,      |
| 22      | Tammelan stadion       |                                         |       | [ 17 ] |
| 24-26   | Kalevan lukko          | Bertel Strömmer                         |       | [ 18 ] |
| 28      | Sammonkulma            | Bertel Strömmer                         |       | [ 19 ] |
| 30      | Kalevan lukio          | Jaakko Ilveskoski                       |       | [ 20 ] |